# Holdersbach (Neckar)
Der Holdersbach ist ein linker Nebenfluss des oberen Neckars im baden-württembergischen Rottweil.

## Geographie

### Verlauf
Der Holdersbach entspringt bei der Charlottenhöhe im Westen der Stadt in einem Feuchtbiotop im Gewann Schmälze. Von dort fließt er in südliche Richtung unter der Landesstraße 423 hindurch, durchquert ein Regenüberlaufbecken, wendet sich nach Osten und verläuft als gestreckter Graben durch eine von Wiesen geprägte Landschaft in Stadtrandlage. Südlich der Stadt fließt ihm von rechts aus dem Hausener Täle im Westsüdwesten kommend der etwas längere Klosterbach zu. Von dort an wird er in einer Verdolung unter den Sportanlagen geführt, die er jenseits der Stadionstraße wieder verlässt. Unterhalb eines kurzen naturnahen Abschnitts beginnt die Ortslage des Stadtteils Altstadt, in welchem er unterhalb des Neckarwehrs auf einer Höhe von 556,5 m ü. NHN von links und Westen in den Neckar mündet.
Der ungefähr 3,1 km lange Lauf des Holdersbachs endet ca. 83 Höhenmeter unterhalb seines Quellgebiets, er hat somit ein mittleres Sohlgefälle von etwa 27 ‰.

### Einzugsgebiet
Das Einzugsgebiet des Holdersbachs ist ca. 7,5 km² groß. Es umfasst die gesamte Hochebene zwischen dem Stadtteil Hausen ob Rottweil und der Ortschaft Zimmern ob Rottweil sowie die südliche Stadtrandlage von Rottweil und
reicht westwärts ziemlich weit über die Bachursprünge hinweg bis etwas jenseits der A 81.
Der höchste Punkt liegt im Nordwesten auf rund 723 m ü. NHN am Gewerbegebiet Inkom-Südwest. Naturräumlich gehört das gesamte Einzugsgebiet zum Unterraum Gäuplatten am oberen Neckar der Oberen Gäue. Darin verlaufen die Bachläufe im Teilraum Rottweiler Talknoten, der gewässerlose obere Teil des Einzugsgebietes gehört zu den Teilräumen Oberndorfer Gäuplatten und ganz im Westen Östliches Eschach-Heckengäu.
Im Westen grenzt das Einzugsgebiet der Eschach an, im Süden das des Grabenbachs, die beide oberhalb des Holderbachs ebenfalls zum Neckar fließen. Die nördlich gelegenen Flächen entwässern über das Brunnentäle und den Rottweiler Stadtgraben flussabwärts in diesen.

### Zuflüsse
- Klosterbach, von rechts und Westsüdwesten auf etwa 585 m ü. NHN[LUBW 4] an den Sportanlagen am Südrand von Rottweil, 2,2 km[LUBW 2] und 3,2 km².[LUBW 5] Entsteht auf etwa 654 m ü. NHN[LUBW 4] weniger als einen halben Kilometer östlich des Dorfrandes von Rottweil-Hausen ob Rottweil.
Ist etwas länger als der Holdersbach-Oberlauf bis zur Zumündung, trägt aber geringfügig weniger an Einzugsgebiet als dieser bei.

## Geologie
Das Einzugsgebiet liegt im Muschelkalk und im Keuper. Im Westen steht die Rottweil-Formation des Oberen Muschelkalks an. In der Mitte schließt sich bald der Lettenkeuper (Erfurt-Formation) des Unterkeupers an, in dessen Schichthöhe Holdersbach wie Klosterbach insgesamt verlaufen und der sich im Osten bis zum Neckarauenrand erstreckt. Beidseit der oberen Talmulden und zwischen diesen liegen kleine Inseln aus in der Ablagerungsfolge noch höherem Gipskeuper (Grabfeld-Formation) des Mittelkeupers.
Alle diese Schichten sind stellenweise mit viel jüngerem Lösssediment aus dem Quartär überlagert und in den Talbahnen liegt teilweise und noch weit oberhalb der Bachursprünge holozänes Schwemmsediment.
Nahe der inneren Wasserscheide zwischen Holdersbach und Klosterbach gibt es im Bollerwald eine Dolinenreihe im Ausstrich des Lettenkeupers über dem Oberen Muschelkalk, die als Geotop ausgewiesen ist und die Verkarstung des Muschelkalks im Liegenden anzeigt.

## Schutzgebiet
Ein Großteil des Einzugsgebietes liegt in einem Wasserschutzgebiet, dessen Quellfassungen teils außerhalb von ihm zwischen Bühlingen und Rottenmünster liegen.

### LUBW
Amtliche Online-Gewässerkarte mit passendem Ausschnitt und den hier benutzten Layern: Lauf und Einzugsgebiet des Holdersbachs

Allgemeiner Einstieg ohne Voreinstellungen und Layer: Daten- und Kartendienst der Landesanstalt für Umwelt Baden-Württemberg (LUBW) (Hinweise)
1. 1 2  Höhe ermittelt über WPS-Prozess (Geländehöhe).
2. 1 2  Länge nach dem Layer Gewässernetz (AWGN).
3. ↑  Einzugsgebiet aufsummiert aus den Teileinzugsgebieten nach dem Layer Basiseinzugsgebiet (AWGN).
4. 1 2 3  Höhe nach dem Höhenlinienbild auf dem Hintergrundlayer Topographische Karte.
5. ↑  Einzugsgebiet nach dem Layer Basiseinzugsgebiet (AWGN).
6. ↑  Schutzgebiet nach dem einschlägigen Layer.

### Andere Belege
1. ↑  Modellierte Werte nach Abfluss-BW Gewässerknoten MQ/MNQ
2. ↑  Friedrich Huttenlocher: Geographische Landesaufnahme: Die naturräumlichen Einheiten auf Blatt 178 Sigmaringen. Bundesanstalt für Landeskunde, Bad Godesberg 1959. → Online-Karte (PDF; 4,3 MB)
3. ↑  Geologie nach den Layern zu Geologische Karte 1:50.000 auf: Mapserver des Landesamtes für Geologie, Rohstoffe und Bergbau (LGRB) (Hinweise)
4. ↑  Geotopsteckbrief (PDF, 324 kByte) der Dolinenreihe im Bollerwald, abgefragt am 26. März 2024